# Aleksandr Veprev
Alexander Veprev (n. 2 mai 1960, Kirov, RSFS Rusă, URSS) este un poet, traducător, teoretician și practicant al versului liber rusesc; artist. Membru al Uniunii Scriitorilor din Rusia (2011), al Adunării Popoarelor Eurasiatice (2020) și al redacției revistei «Luch» (2014-2019).

## Biografie
Născut la 2 mai 1960 la Kirov (în Vyatka), locul de naștere al lui Piotr Ceaikovski, Aleksandr Grin, Ivan Șișkin, Apollinari și Viktor Vasnețov.
A servit în armată ca marinar senior în aviația navală a Flotei Mării Negre a Marinei URSS. Absolvent al Școlii de Artă Vyatka „A. A. Rîlov” (1983); cursuri de perfecționare la Facultatea de Filologie a Universității Prietenia Popoarelor din Rusia (2023).
În septembrie 2016, cu ocazia sărbătoririi a 100 de ani de la apariția Dadaismului, cea mai radicală mișcare de artă a secolului XX, a vizitat orașul Zurich (Elveția) la invitația Swiss Eyewear Group (International) AG.
În 2017, la cel de-al doilea festival literar al festivalurilor "LIFFT", Alexander Veprev a primit — pentru curaj și experimente în creativitate — cel mai înalt premiu: medalie de aur și certificat pentru publicarea lucrărilor selectate. În Casa Centrală a Scriitorilor din Moscova, la ceremonia de închidere a festivalului, premiul i-a fost înmânat de către primul laureat al festivalului, poetul și filozoful Konstantin Kedrov.
Unele dintre poemele sale au fost traduse în limbile română, engleză, nepaleză, tadjică, bașkir, tătară, udmurtă; publicate în revistele «Hyperion» (România), «Agidel», «Tulpar» (Bașkortostan), «Kenesh» (Udmurtia), «Sankt Petersburg» (Canada) etc.
Este autorul unor culegeri de versuri libere. În cărțile «Soarele de cartofi» (2012), «Laborator de versuri libere» (2017), «Vers liber matrioșca: o versiune a versului liber rusesc» (Studiu al avangardei ruse moderne, 2021), Alexander Veprev a utilizat o nouă formă de vers liber rusesc, matrioșca. În 2013, cartea sa «Soarele de cartofi» a fost tradusă în limba română de către poetul Leo Butnaru și a apărut la editura "Timpul" din Iași. Cartea a fost publicată și în traducere udmurtă în Udmurtia, iar în anul 2021, pentru ea, poetul a primit Premiul Guvernului Republicii Udmurte.

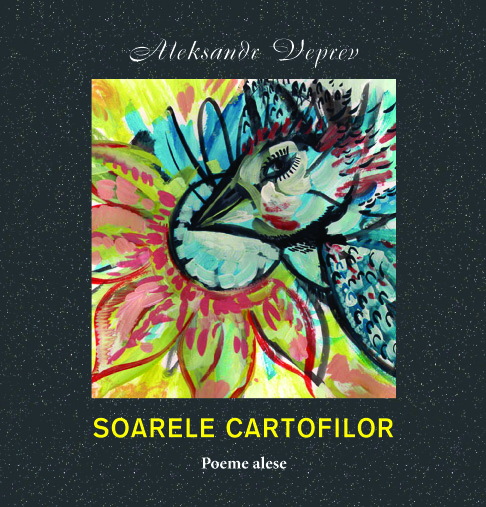
_{Aleksandr Veprev "Soarele cartofilor".}

Din 2009, locuiește la Soci și își împarte existența între Moscova, Izhevsk, Kirov și Antalya.

## Ediții în limba română
- «Hyperion» (журнал), № 1-2-3, 2013 г., Aleksandr Veprev (Rusia): Leo Butnaru, trad. С. 128–130.
- Aleksandr Veprev Soarele cartofilor. — Iași: Timpul, 2013. — 106 de pagini — Leo Butnaru, trad. ISBN 978-973-612-474-7

## Articole de știință
- Versiunea Veprev A.I. Matryoshka a versului liber rusesc: pasaje selectate din reflecții despre versurile libere. P.51-58.; P.54-60. // «Rotunda» — Kirov: Editura Avers, Nr. 5; №6, 2020. ISBN 2687-0622
- Veprev A.I. — Versiunea matrioșca a versului liber rusesc // «Litera» — Moscova: NB-Media, 2021. — Nr. 4. — P. 64—92.; ISSN: 2409-8698 — DOI: 10.25136/2409-8698.2021.4.35358.
- Veprev A.I. — Versiunea Matryoshka a versului liber rusesc. Locuri selectate din articolul teoretic „De la Voloshin la Veprev”. — P. 19—52. // «Hiperborea»: Almanah literar și artistic. nr. 2 (5). Uniunea Scriitorilor Ruși. — Tyumen: Tipografia Tyumen, 2021. — 338 р. ISBN 978-5-87591-313-6; ISBN 978-5-87591-339-6

## Matryoshka vers liber
În cărțile «Soarele de cartofi» (2012), «Laborator de versuri libere» (2017), «Vers liber matrioșca: o versiune a versului liber rusesc» (2021), Alexander Veprev a prezentat o nouă formă de vers liber rusesc, matrioșca.
Dacă Valeri Briusov la începutul secolului trecut, pe baza studiului versului liber occidental, a identificat două dintre varietățile sale: „vers liber al sistemului francez” și „verse liber al sistemului german”, atunci Veprev la începutul secolului al XXI-lea a sugerat „vers liber al sistemului rusesc”, în care fiecare parte din vers liber sau vers liber poate fi o lucrare independentă.
Principiul structurii versului liber matrioșca este pe deplin în concordanță cu conceptul de „vers liber al sistemului rusesc”, totuși, deoarece unele dintre caracteristicile sale sau capacitatea de a popula soiurile și diferitele sale subspecii, care are o diferență semnificativă față de vest versuri libere europene și americane.
Discută despre tipologia versului liber rusesc pe paginile revistei științifice «Litera», incluse în baza de date internațională Ulrich’s Periodicals Directory și în baza bibliografică a publicațiilor științifice ale oamenilor de știință ruși (RISC), Veprev a clarificat că Versul liber matrioșca este construit în funcție de tipul de poveste în lanț și aparține tipului de basm în lanț (poveste cumulativă, poveste recursivă, poveste în lanț). De asemenea, versul liber, în care dialogurile sau acțiunile sunt repetate și dezvoltate într-o formă modificată pe măsură ce intriga se dezvoltă, se referă la versul liber matrioșca. Efectul acestor versuri libere se bazează pe repetarea narațiunii, a imaginii și acțiunii caracteristice, schimbându-se dintr-un motiv sau altul și atingând un punct culminan.
Articolul „Versiunea Matryoshka a versului liber rusesc” a primit numărul internațional de identificare universală DOI (Digital Object Identifier).